# Dionisio Jakosalem

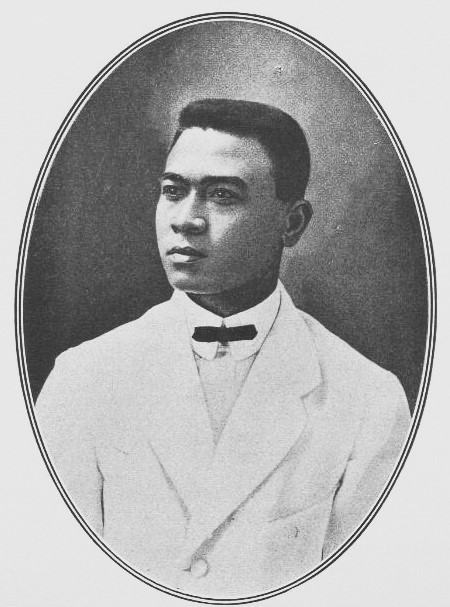
Dionisio Jakosalem

Dionisio Abella Jakosalem (Dumanjug, 8 mei 1878 - 1 juli 1931) was een Filipijns bestuurder en politicus. Hij was onder meer gouverneur van de provincie Cebu en kabinetslid in het kabinet van gouverneur-generaal van de Filipijnen Francis Burton Harrison

## Biografie
Dionisio Jakosalem werd geboren op 8 mei 1878 in Dumanjug in de Filipijnse provincie Cebu. Hij was het tweede kind van Alfonso Jakosalem en Apolonia Abella. Zijn middelbareschoolopleiding volgde hij aan het Colegio de San Carlos, het tegenwoordige University of San Carlos in Cebu City. Een van zijn klasgenoten daar was Sergio Osmeña. Nadien studeerde Jakosalem rechten aan de University of Santo Tomas in de Filipijnse hoofdstad Manilla.
Al tijdens zijn studie was Jakosalem actief in publieke functies. In 1900 werd hij benoemd tot gemeentesecretaris van Dumanjug. In 1903 volgde een benoeming tot justice of the peace (vredesrechter) in Cebu. In 1904 en in 1906 werd hij gekozen tot provinciaal raadslid van Cebu. Na de verkiezing van Osmeña in het Filipijnse Assemblee werd Jakosalem aangewezen om diens termijn als gouverneur van Cebu af te maken. In november 1907 werd hij zelf gekozen als gouverneur. In 1909 werd hij herkozen voor een nieuwe termijn tot eind 1911. Gedurende zijn periode als gouverneur zorgde hij ervoor dat de noordelijke en zuidelijke delen van de provincie door wegen werden verbonden.
Op 18 januari 1917 werd Jakosalem benoemd tot minister van Handel en Communicatie in het kabinet van gouverneur-generaal van de Filipijnen Francis Burton Harrison. Hij was daarmee de eerste Filipino in die functie. Hij vervulde deze positie tot hij in 3 oktober 1922, na het aantreden van gouverneur-generaal Leonard Wood, ontslag nam, ondanks een aanbod van Wood om aan te blijven als kabinetslid. Weer later werd hem door gouverneur-generaal Henry Stimson (1927-1929) opnieuw een kabinetsfunctie aangeboden. Ook dit aanbod sloeg hij af.
Nadien was Jakosalem advocaat in Cebu City. Ook was hij administrator van het Hospicio de San Jose de Barili. Tevens was hij werkzaam voor de faculteit van rechten van het Visayan Institute. Later werd hij benoemd tot decaan van deze rechtenfaculteit. 
Jakosalem overleed in 1931 op 53-jarige leeftijd aan bloedvergiftiging als gevolg van parodontitis. Hij was getrouwd met Generosa Teves. Samen kregen ze vier kinderen.

## Bron
- Manuel E. Arsenio (1955) Dictionary of Philippine Biography, Vol I, Filipiniana Publications, Quezon City
- National Historical Institute (1992) Filipinos in History Vol III, NHI, Manila
- Carlos Quirino (1995) Who's who in Philippine history, Tahanan Books, Manilla